# مانداب‌مرغ‌ها
مانداب‌مرغ‌ها (نام علمی: Pseudoleistes) نام یک سرده از تیره سیاه‌پره‌ایان است.

## گونه‌ها
- مانداب‌مرغ دمگاه‌زرد،  Pseudoleistes guirahuro
- مانداب‌مرغ زردوقهوه‌ای،  Pseudoleistes virescens